# 鈴鹿市立清和小学校
鈴鹿市立清和小学校（すずかしりつ せいわしょうがっこう）は、三重県鈴鹿市算所5丁目にある公立小学校。

## 沿革
- 1985年（昭和60年）
  - 4月 - 開校。
  - 6月 - 校歌制定。
  - 10月 - 竣工式挙行し、校歌発表会開催。10月22日を創立記念日と定めた。
- 1986年（昭和61年）4月 - 校歌碑除幕式挙行。
- 1989年（平成元年）3月 - 運動場周辺に防風林を兼ねた緑化植樹（カイズカイブキ276本・クス49本）。
- 1990年（平成2年）2月 - 観察池の設置。
- 1992年（平成4年）3月 - 自然の森完成。
- 1993年（平成5年）3月 - 遊具「懸垂シーソー6連式」設置。
- 1994年（平成6年）8月 - 開校10周年記念行事開催。
- 1997年（平成9年）4月 - 障害児学級「ほほえみ学級」設置。
- 1999年（平成11年）
  - 4月 - 情緒障害児学級増設。
  - 8月 - 防災備蓄庫・井戸設置。
  - 10月 - 開校15周年記念文集発行。
  - 11月 - スロープ設置（東昇降口）。
- 2000年（平成12年）3月 - アスファルト舗装（東昇降口前・体育館東）。
- 2001年（平成13年）
  - 4月 - 学級栽培園をプール前に移設。
  - 8月 - 普通教室床と1階廊下改修。
- 2002年（平成14年）
  - 3月 - 校地内に清和公民館建設。「清和の森」一部移築。
  - 8月 - コンピュータ室及び2階と3階の廊下改修
- 2003年（平成15年）3月 - 飼育小屋移設。
- 2005年（平成17年）
  - 3月 - 開校20周年記念文集発行。
  - 8月 - 体育館耐震工事。
- 2007年（平成19年）4月 - 特別支援学級「ほほえみ学級2」設置。
- 2013年（平成25年）
  - 4月 - 特別支援学級「ほほえみ学級3」設置。
  - 8月 - 労務員住宅解体。災害時用避難トイレ設置工事。
- 2015年（平成27年）2月 - 開校30周年記念航空写真撮影
- 2016年（平成28年）3月 - 体育館緞帳移設設置
- 2019年（令和元年）
  - 8月 - 運動場西側排水工事。
  - 12月 - 教育ICT環境整備。
- 2022年（令和4年）3月 - 体育館トイレ、校舎東トイレ改修工事。

## 通学区域と進学先中学校
出典

### 通学区域
- 算所一丁目（全域）
- 算所二丁目（全域）
- 算所三丁目（全域）
- 算所四丁目（全域）
- 算所五丁目（全域）
- 算所町（1226番地～1253番地を除く）
- 阿古曽町（6番～9番）
- 三日市一丁目（全域）
- 三日市二丁目（全域）
- 三日市三丁目（全域）
- 三日市町（ほ場整備事業区域内並びに同区域外の字赤土田及び字小中野）
- 西条九丁目（全域）

### 進学先中学校
- 鈴鹿市立創徳中学校

## 周辺
- 鈴鹿市立清和公民館 - 校地西側に敷地が隣接。
- 三重県道54号鈴鹿環状線
- 鈴鹿市立算所五丁目公園
- 鈴鹿市立算所保育所 - 進学前保育所のひとつ。
- 近畿日本鉄道鈴鹿線 - 線路は近くを通るが、駅はやや離れている。
- なお、周辺には、中小規模のマンション・アパートなどの住宅地が広がっているほか、県道54号線沿いには、洋服の青山鈴鹿店などのロードサイド店も点在する。

## アクセス
- 三重交通「71」系統・亀山国分線で、「三日市」停留所より、
  - 鈴鹿中央病院・安塚（鈴鹿車庫）行のりばから、徒歩約320m・約5分。
  - 平田町駅経由亀山駅行のりばから、徒歩約345m・約5分。
- 近鉄鈴鹿線
  - 三日市駅から、徒歩約1km強・約16分。
  - 平田町駅から、
    - 徒歩約1.1km強・約17分。
    - 上述の三重交通「71」系統のバスに乗車し4分、「三日市」停留所下車後、徒歩。